# Ría de Vigo

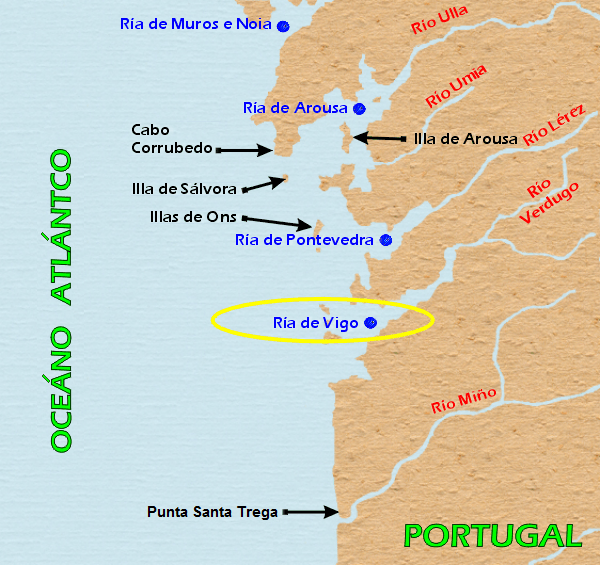
Rías Baixas

Die Ría de Vigo ist benannt nach der galicischen Hafen- und Industriestadt Vigo und liegt im Süden der Provinz Pontevedra im Nordwesten Spaniens. Diese tief ins Land reichende Meeresbucht ist die südlichste der Rías Baixas.

## Lage
Die Ría de Vigo erstreckt sich über eine Länge von ca. 35 km von der Mündung am Cabo Silleiro bis Santiago de Arcade (bei Soutomaior), mit einer maximalen Breite von 7 km im Mündungsgebiet. Vor dem westlichen Eingang liegen die unbewohnten Illas Cíes, ein Teil des Nationalpark der atlantischen Inseln. Im Norden bildet die Halbinsel von Morrazo ihre Grenze, im Süden liegt die namensgebende Stadt Vigo.

## Zuflüsse
Während der Río Verdugo im Nordosten in die Bucht einmündet, bildet der Río Lagares einen Zufluss im Mündungsbereich.

## Gemeinden
- Baiona (Bayona)
- Nigrán
- Redondela
- Vilaboa an der Ensenada de San Simón
- Moaña
- Cangas de Morrazo

## Wassersport
Wegen des einfachen Zugangs mit großem Tiefgang und ruhigen Gewässern gilt die Bucht von Vigo als ein idealer Ort für Segel- und Wassersport.